# Altmetrics
Les altmetrics es presenten com les noves mètriques alternatives a les a bastament utilitzades com són el factor d'impacte de les revistes i els índexs personals de citació com l'índex h. El terme altmetrics va ser proposat el 2010, com una generalització de les mètriques a nivell d'article, i té les seves arrels en l'etiqueta (Internet) o hashtag de Twitter #altmetrics. En català, tot i que podria ser correcte parlar d'almètrica o alt-metria, s'ha optat per emprar la forma anglesa altmetrics. Malgrat que les altmetrics són sovint considerades com una mètrica sobre els articles, es poden aplicar també a les persones, revistes, llibres, sèries de dades, presentacions, vídeos, repositoris de codi font, pàgines web, etc. Les altmetrics d'una obra o d'un article van més enllà del seu nombre de cites, cobreixen altres aspectes del seu impacte, com són el nombre de bases de dades i de coneixement que la refereixen, les seves visualitzacions, les seves descàrregues, o les seves mencions en els mitjans de comunicació social i en els mitjans de notícies.

## Adopció
Hi ha diversos llocs web i projectes que calculen els altmetrics. Per exemple: ImpactStory, Altmetric.com, Plum Analytics, i CitedIn. Diferents editors han començat a proporcionar aquesta informació als lectors. Entre d'altres: BioMed Central, Public Library of Science, Frontiers, Nature Publishing Group, i Elsevier. Per exemple, Elsevier ha anunciat en un comunicat que "es presta cada cop més atenció a les mètriques addicionals, incloent-hi les anomenades altmetrics, com una mesura de la influència de les revistes i els autors". A partir de març de 2009, la Public Library of Science també va introduir la mètrica a nivell d'article (article-level metrics) per a tots els seus articles. Els patrocinadors han començat a mostrar interès en les mètriques alternatives, tal és el cas de l'UK Medical Research Council. Les altmetrics s'han utilitzat en les sol·licituds dels exàmens de promoció d'investigadors. D'altra banda, diverses universitats, com per exemple la Universitat de Pittsburgh estan experimentant amb altmetrics a nivell de la seva institució.
No obstant això, també s'observa que un article no necessita gaire atenció per saltar a un quartil superior dins la seva classificació, la qual cosa suggereix que no hi ha encara prou fonts d'altmetrics disponibles actualment per donar una imatge equilibrada d'aquest tipus d'impacte per a la majoria dels articles.
Per determinar l'impacte relatiu d'un document és important que hi hagi un servei que calculi les estadístiques altmetrics sobre una base de coneixement de mida considerable. La següent taula mostra el nombre d'articles coberts per serveis (el 2016):
| Lloc web       | Nombre d'articles |
| -------------- | ----------------- |
| Plum Analytics | ~ 29,7 milions    |
| Altmetric.com  | ~ 27,6 milions    |
| ImpactStory    | ~ 1 milió         |

## Categories
Les altmetrics són un grup molt ampli d'indicadors que copsen diverses parts de l'impacte que un article o obra pot tenir. ImpactStory al setembre de 2012 va proposar una classificació dels altmetrics, i una classificació molt similar s'utilitza per la Public Library of Science:
- Consultats - Visualitzacions HTML i descàrregues de PDF
- Comentats - Comentaris en revistes, blogs científics, Viquipèdia, Twitter, Facebook i altres mitjans de comunicació social
- Guardats - Mendeley, CiteULike i altres marcadors socials
- Citats - Citacions en la literatura acadèmica, rastrejades per Web of Science, Scopus, CrossRef i altres
- Recomanats - per exemple utilitzat per F1000Prime[28]

### Consultats
Un dels primers indicadors alternatius que es va utilitzar va ser el nombre de consultes o visualitzacions d'un document. Tradicionalment, un autor volia publicar en una revista que tingués una taxa de subscripció alta, perquè així molta gent tingués accés a la seva investigació. Amb la introducció de les tecnologies web va ser possible comptar en realitat amb quina freqüència un document donat era visualitzat. En general, els editors compten el nombre de visualitzacions dels documents HTML i de les descàrregues dels documents PDF. Ja en una data anterior com el 2004 el BMJ va publicar el nombre visualitzacions dels seus articles, el qual es trobava amb una certa correlació amb el de les seves cites.

### Comentats
El comentari d'un article pot ser pres com una mètrica que copsa l'impacte potencial d'aquest article. Les fonts típiques de les dades per al càlcul d'aquest indicador inclouen Facebook, Google+, Twitter, blogs científics i pàgines de Viquipèdia. S'ha estudiat la correlació entre les mencions i els “m'agrada” i les citacions dins la literatura científica primària, i sembla que es trobi una lleugera correlació, per exemple, en articles de PubMed. El 2008, el Journal of Medical Internet Research va començar a publicar les consultes i els tweets. Aquests " tweetations " van resultar ser un bon indicador dels articles més citats. Això va portar a l'autor a proposar un factor “Twimpact", que seria el nombre de tweets que rep un article en els primers set dies de la seva publicació, així com un Twindex, que seria el rang percentil de Twimpact d'un article.
A més de Twitter i altres corrents semblants, els blogs han demostrat ser una poderosa plataforma per comentar la literatura científica. Hi ha diverses plataformes per seguir el rastre dels articles que es comenten en els blogs. Almetric.com és una que utilitza aquesta informació per calcular les mètriques, mentre que altres eines només informen del lloc on el comentari o debat està passant, com ResearchBlogging i Chemical blogspace. Més encara, hi ha plataformes que poden fins i tot proporcionar una classificació formal dels articles o també la seva recomanació, com ara Faculty of 1000.

### Guardats
Pot ser fins i tot més informatiu saber el nombre de persones que marquen un document. La idea darrere d'aquesta mesura és que una persona no guardaria mai en els seus marcadors un article de poca influència al seu propi treball. Els proveïdors d'aquest tipus d'informació inclouen serveis de marcador d'enllaços específics de ciències com ara CiteULike i Mendeley.

### Citats
A més dels indicadors tradicionals basats en les cites dins la literatura científica, com per exemple ho obté Web of Science, Scopus, Google Scholar, CrossRef i PubMed Central, les altmetrics també adopten les cites dins les fonts secundàries i dins altres fonts de coneixement. Per exemple, ImpactStory compta el nombre de vegades que un article ha estat referenciat per Viquipèdia.

## Interpretació
Mentre el concepte d'altmetrics estigui en qüestió, la seva interpretació serà font de comentaris. Els defensors de les altmetrics deixen clar que molts dels indicadors mostren més la influència o el compromís, que no l'impacte en el progrés de la ciència. Cal assenyalar que fins i tot les mètriques basades en cites no indiquen si una puntuació alta indica un impacte positiu en la ciència; és a dir, els documents també es citen en articles que no estan d'acord amb l'article esmentat. Aquest és un tema abordat, per exemple, pel projecte Citation Typing Ontology.

## Controvèrsia
La utilitat dels indicadors per estimar l'impacte és controvertida, però la comunitat mostra una clara necessitat: els finançadors exigeixen mesures quantificables sobre l'impacte de la seva despesa. Igual que altres indicadors, les altmetrics són propenses a l'autocita, als jocs d'atzar i a altres mecanismes per impulsar l'impacte aparent d'un mateix com a autor. A més, s'ha argumentat que els indicadors adoptats en l'actualitat són els que suggereixen un impacte positiu, mentre que els indicadors negatius també tindrien la seva importància.
No obstant això, s'ha de tenir en compte que els indicadors són només un dels resultats del seguiment de com s'utilitza la investigació. Fins i tot més informatiu que saber amb quina freqüència se cita un document, és saber quins són els documents que el citen a ell. Aquesta informació permet als investigadors veure com el seu treball influeix en el seu camp d'estudi (o no). Els proveïdors de mètriques també solen proporcionar accés a la informació de com es calculen els indicadors. Per exemple, Web of Science mostra quins són els documents que se citen, ImpactStory mostra quines pàgines de Viquipèdia fan referència al document i CitedIn mostra quines bases de dades indexen el document.
Les almetrics poden ser manipulades: per exemple, els "m'agrada" i les mencions es poden comprar. Les altmetrics poden ser més difícils de normalitzar que les cites. Un exemple és el nombre de tweets amb enllaços a un article en què el nombre pot variar àmpliament depenent de com es recullen els tweets.
Una altra font d'objeccions contra les altmetrics, o qualsevol mètrica, és el fet que alguna universitat està utilitzant indicadors per classificar als seus empleats.
Cal tenir present també que la qualificació obtinguda en cada camp no diu res directament sobre la qualitat o l'impacte del document. Per exemple, un article molt discutit pot ser simplement molt controvertit: els articles que es comentaven al blog Retraction Watch, sovint retractats, pujaven generalment molt la seva puntuació altmetrics, malgrat que anessin baixant en la literatura.
Les altmetrics per als articles més recents poden ser més altes a causa de l'augment de la captació de la web social i pel fet que els articles s'esmenten predominantment quan es publiquen. Com a resultat d'això, no és just comparar les puntuacions altmetrics dels articles a no ser que hagin estat publicats en el mateix any i, fins i tot, atès el ràpid creixement dels llocs webs socials, en ocasions similars en el mateix any.

## Investigació en curs
Els casos i les característiques específiques d'ús és un camp d'investigació actiu en bibliometria. I pot proporcionar les dades que tant es necessiten per mesurar l'impacte de les altmetrics per si mateixes. La Public Library of Science té una Altmetrics Collection i l'Information Standars Quarterly ha publicat recentment un número especial sobre les altmetrics.